# 罷課
罷課又称罢学或学生抗争（英語：Student strike），是學生拒絕上課的一种集体行为，是學生運動形式之一，但不等于終學。而教師集體拒絕教課則稱為罷教。

## 各地區的著名罷課行動

### 中國大陸
- 五四運動
- 文化大革命
- 六四天安门事件

### 香港
- 2014年香港學界大罷課
- 2019年香港學界大罷課

### 日本
- 东京大学事件

### 白俄羅斯
- 2020年白俄羅斯大罷課

### 中華民國
- 野百合學運
- 太陽花學運

### 新加坡
- 5·13學潮

### 美国
- 2024年4月发生在美国大学校园的以哈战争抗议活动